# WEG
«WEG S.A.» — бразильская компания, работающая по всему миру в области электротехники, энергетики и автоматизации, со штаб-квартирой в Жарагуа-ду-Сул, Бразилия. Компания производит электродвигатели, генераторы, альтернаторы, трансформаторы, турбины, преобразователи частоты, промышленные краски, средства автоматизации, а также комплексные решения для электрических сетей.
WEG была основана в 1961 году Вернером Рикардо Фойгтом, Эггоном Жуаном да Силвой и Джеральдо Вернингхаусом, название компании является аббревиатурой имен основателей. Компания осуществляет свою деятельность примерно в 140 странах, насчитывая около 40 000 сотрудников. Это один из крупнейших производителей электродвигателей и сопутствующего оборудования в мире.

## История
Компания Eletromotores WEG была основана 16 сентября 1961 года тремя выходцами из Германии: Вернером Рикардо Войтом, Эггоном Жоао да Силва и Геральдо Вернингхаузом.
Название компании было создано путем объединения первых букв их имен: W (Werner), E (Eggon) и G (Geraldo).
Компания WEG начала производство электродвигателей, соответствующих международным стандартам IEC, и вышла на экспортные рынки через шесть лет, к 1970 году.
С 1971 года акции компании начали торговаться на фондовой бирже.
В 1981 году компания расширила свое портфолио, начав производить приборы для пуска и защиты двигателей, такие как автотрансформаторы, тепловые реле, контакторы и другое вспомогательное оборудование. В этот же период компания начала разрабатывать промышленные краски и электротехнический лак, необходимые для производства электродвигателей.
В 1985 году WEG разработала первое поколение преобразователей частоты CFW-I.
С 1991 года компания открыла зарубежные представительства, первым из которых стал филиал в США.
Процесс производства был сертифицирован согласно стандартам ISO9001 и ISO14001.
Компания быстро росла и развивалась. В этот период WEG открыл совместное производство электрических машин в Аргентине и начал приобретать заводы в разных странах, включая Мексику, Португалию и Китай. Компания запустила собственное производство трансформаторов и подстанций в Мексике и производство электродвигателей и генераторов в Индии. В состав группы компаний WEG вошли завод по производству мотор-редукторов в Австрии и завод изготовитель больших электрических машин в США.
Кроме того, с 2007 года компания начала работать в соответствии со стандартами корпоративного управления и акции компании были размещены на бирже BOVESPA Novo Mercado.
В 2013 году началось совместное производство ветрогенераторов с компанией Northen Power Systems в Бразилии.
В 2014 году WEG приобрел два завода в Германии по производству бытовых и высокоскоростных двигателей, а также две фабрики по производству бытовых электродвигателей в Китае и один завод в Колумбии по производству электрических щитов.
В 2015 году компания купила заводы по производству трансформаторов в Южной Африке и Испании, а также в Колумбии.
В 2016 году был приобретен завод электродвигателей в США и запущена собственная площадка по производству электродвигателей в Китае.
В 2017 году WEG купила бизнес по производству турбин в Бразилии и трансформаторов в США.
С 2019 года WEG начала развивать направление цифровых решений и индустрии 4.0, приобретя 51% акций компаний PPI-Multitask и V2COM.
В 2021 году компания отметила свое 60-летие и купила пятый завод по производству трансформаторов в США.
В 2022 году компания открыла завод по производству электродвигателей в Турции и приобрела направление бизнеса по изготовлению частотных преобразователей у итальянской компании Gefran.
В 2023 году была организована локальная сборка мотор-редукторов в Казахстане.
На сегодня WEG это всемирно известный поставщик электротехнической продукции, комплексных решений в области электрического и механического привода, а также решений по цифровизации, в том числе систем предиктивной диагностики состояния электродвигателей.

## Продукция
Группа компаний WEG Group - это множество заводов по всему миру, которые производят широкий спектр промышленного электрооборудования. К основным продуктам можно отнести следующие типы оборудования:
- Электродвигатели
- Генераторы
- Трансформаторы
- Редукторы
- Мотор-редукторы
- Преобразователи частоты
- Устройства плавного пуска
- Преобразователи постоянного тока
- Сетевые и моторные дроссели
- Коммутационное оборудование
- Программируемые контроллеры ПЛК
- Продукты Safety: реле безопасности, датчики и др.
- Мотор-сканеры и решения по цифровизации
- Решения для солнечной энергетики
- Зарядные станции для электромобилей
- Центры управления двигателями
- Подстанции типа E-House
- Станции управления насосами-качалками
- Промышленные краски

Портфолио постоянно расширяется, уточнить полный перечень доступной продукции вы можете в ближайшем офисе представительства компании WEG.

## Технологические инновации
Компания WEG осознает важность устойчивого развития и инноваций для своего долгосрочного успеха. Они активно инвестируют в исследования и технологические инновации, стремясь улучшить энергоэффективность, снизить затраты и повысить качество своей продукции.
Особое внимание уделяется использованию возобновляемых источников энергии и трендам индустрии 4.0, таким как искусственный интеллект. Это позволяет компании оставаться на переднем крае технологического прогресса и обеспечивать долгосрочный рост и устойчивость.
С более чем 1000 сотрудниками, вовлеченными в исследования и разработки, WEG демонстрирует свою приверженность инновациям и устойчивому развитию. Это подчеркивает их стремление к созданию более экологичной и инновационной экономики.
С 2019 года компания WEG запустила Центр открытых инноваций, который сотрудничает с научно-исследовательскими организациями для обмена идеями и изучения лучших практик. Специалисты центра также изучают стартапы в области цифровизации и искусственного интеллекта и исследуют опыт университетов и исследовательских центров. Все инновационные идеи аккумулируются в Программе технологического развития TDP, которая является частью Системы качества и производительности WPQP.
Компания WEG активно инвестирует в исследования и разработки, ежегодно вкладывая около 2,5% своего дохода. Например, в 2021 году корпорация инвестировала около 70 млн долларов в НИОКР. WEG также сотрудничает с различными промышленными объединениями, государственными и частными программами для крупных организаций и ведущими техническими вузами Америки в области инновационных технологий.
Компания WEG не только следит за основными тенденциями рынка, но и улучшает свои бизнес-процессы, оптимизирует ресурсы, снижает расходы и воздействие на окружающую среду. В результате компания производит конкурентоспособную продукцию, которая не только соответствует основным тенденциям энергоэффективности, но и ожиданиям клиентов, а также обладает высокой экологической, экономической и социальной ценностью. Кроме того, корпорация WEG регулярно получает награды и побеждает в различных премиях за инновационные продукты и менеджмент в области технологических инноваций.

## WEG в цифрах
Выручка компании 6 млрд долларов USD;
Филиалы в 37 странах и производственные предприятия в 15 странах;
Продукция представлена на 5 континентах;
Сеть дистрибьюторов и агентов в 120 странах мира;
1400 аккредитованных сервисных центров;
Более 1 млн кв. метров коммерческих и производственных помещений;
Свыше 40 000 сотрудников;
Ежегодно производится более 19 млн электродвигателей;
Ежегодно производится 76 000 трансформаторов;
Ежемесячно производится около 1,7 млн литров промышленных красок;
Произведено более 123 000 генераторов;
Произведено более 1 миллиарда продуктов автоматизации;
12 500 гектаров лесовосстановительных участков;
* Данные по состоянию на 31 декабря 2022 г.

## WEG и экология
Компания WEG стремится к снижению воздействия на окружающую среду, используя такие методы, как сохранение природных ресурсов, обработка и утилизация отходов, инвестиции в энергоэффективные технологии и приобретение оборудования для экологического контроля. Они также работают над снижением выбросов CO2 и установлением экологических целей и задач.
Компания WEG уделяет большое внимание соблюдению экологического законодательства и учету мировых тенденций в области ESG. Их предприятия сертифицированы по стандарту ISO 14001, и они управляют своей деятельностью с учетом требований к экологическому менеджменту.
Кроме того, у WEG есть собственные лесные угодья площадью более 12 тысяч гектаров, где они используют древесину для упаковки своей продукции и компенсируют выбросы углекислого газа.
На основании оценки, проведенной Агентством CDP в 2023 году, компания WEG была отмечена за свою работу в области изменения климата и получила оценку A, перейдя в категорию “Лидерство”.
CDP (Carbon Disclosure Project) - это основное рейтинговое агентство, занимающееся оценкой управления декарбонизацией в компаниях. Оно предоставляет информацию другим агентствам и индексам ESG (Environmental, Social, and Governance), связанным с инвестициями.
Компания WEG успешно реализовала программу WEG Carbon Neutral, направленную на достижение нулевых выбросов углекислого газа. Были определены цели, структура и управление для реализации данной программы, а также намечены проекты по сокращению выбросов. Компания получила высокую оценку от EcoVadis - мирового рейтингового агентства в области устойчивого развития - и была награждена ЗОЛОТОЙ медалью. Это признание подтверждает приверженность WEG принципам устойчивого развития и экологической безопасности.
Этот результат свидетельствует о том, что компания WEG привержена принципам устойчивого развития и стремится к эффективному использованию ресурсов. Это подтверждает их позицию в числе 5% лучших компаний, которые уделяют особое внимание вопросам экологии и социальной ответственности.

## WEG и ESG
В последнее время наметился тренд на ответственность и экологию и в сфере инвестиций. Это привело к появлению понятия ESG.
ESG означает “экология, социальная ответственность и корпоративное управление”. В более широком смысле, это устойчивый подход к бизнесу, основанный на следующих принципах:
- Ответственное отношение к экологии (E - environment)

- Высокая социальная ответственность (S - social)
- Качественное корпоративное управление (G - governance)

Промышленность играет ключевую роль в устойчивом развитии. Производственные технологии вместе с культурой и экономикой отвечают за создание новых решений для устойчивого производства. Основная задача производственного сектора - пересмотреть и обновить эти инструменты для эффективного повышения устойчивости производства.
Корпорация WEG активно работает над улучшением своего корпоративного управления в соответствии с принципами ESG. В 2021 году компания SGS была привлечена для независимого заверения интегрированного годового отчёта WEG S.A. Используя методологию заверения отчётов об устойчивом развитии, SGS подтвердила, что WEG придерживается принципов устойчивого развития.
SGS - это глобальная группа компаний, работающая более чем в 140 странах, специализирующаяся на проверке, анализе и заверении, предоставляющая услуги в области сертификации систем менеджмента, аудита и обучения по вопросам качества, экологии, социальной ответственности и этики. Группа SGS разработала ряд протоколов заверения для устойчивого развития, основываясь на лучших практиках, представленных в GRI (Глобальная инициатива по отчетности) и других стандартах.
Компания WEG активно работает над улучшением эффективности своих продуктов и защитой окружающей среды. Для рынка Бразилии действует специальная программа замены и утилизации старых двигателей, которая помогает снизить загрязнение окружающей среды, поощряя переход на новые, более эффективные двигатели. В рамках этой программы подержанные двигатели любой марки принимаются в качестве части оплаты за новый энергоэффективный двигатель WEG двигатель. Старые двигатели подлежат утилизации.
Кроме того, использование возобновляемых источников энергии в производстве WEG также вносит свой вклад в сохранение окружающей среды. Так, например, в 2021 году 10 % энергии для производства товаров WEG было получено из возобновляемых источников, что подтверждено сертификатами возобновляемых источников энергии (I-REC).
Компания WEG понимает важность экологической эффективности и чистого производства для своего бизнеса. Их программа WEG Manufacturing System (WMS) направлена на снижение воздействия на окружающую среду, сокращение потребления энергии и воды, уменьшение количества брака и сокращение потерь и отходов. Это подчеркивает их приверженность устойчивому развитию и стремлению к инновациям в промышленности.
Для расчета выбросов парниковых газов компания WEG использует методологию Межправительственной группы экспертов по изменению климата (МГЭИК). Ежегодно составляется отчетность о выбросах, которая отражается в протоколах. В настоящее время цели по сокращению выбросов разделены по департаментам и устанавливаются ежегодно в рамках программы Quality and Productivity Goals Program.